# Kurt Malisch
Kurt Paul Malisch (né le 15 juin 1881 et décédé le 9 avril 1970) est un ancien nageur allemand spécialiste des épreuves de brasse.

## Palmarès

### Jeux olympiques
- Jeux olympiques de 1912 à Stockholm (Suède) :
  -  Médaille de bronze du 200 m brasse.